# Blauort
Blauort est une île allemande baignée par la mer du Nord, elle appartient au land Schleswig-Holstein. L'île est inhabitée.